# Вишняков, Савва Гаврилович
Савва Гаврилович Вишняков (18 декабря 1897, село Малоперекопское, Николаевский уезд, Самарская губерния — 11 апреля 1964, Воронеж) — советский геолог и педагог. Доктор геолого-минералогических наук (1953), профессор (1952). Специалист в области литологии.

## Биография
Родился в крестьянской семье.
Участник Первой мировой и Гражданской войн, в ходе последней служил в 25-й стрелковой дивизии, получил тяжёлое ранение.
В 1926 году (по другим данным — в 1927 году) окончил Ленинградский государственный университет, учился на геологическом отделении.
В 1926—1930 годах работал научным сотрудником и начальником геологической партии в Геологическом комитете (головная организация располагалась в Ленинграде). В 1930 году, когда Геолком был расформирован, стал начальником геологической партии Ленинградского геологического управления.
В 1930—1938 годах занимался изучением Тихвинского бокситоносного района в Ленинградской области. Результатом этих исследований были открытие нескольких месторождений бокситов, описание состава, свойств и условий образования этой породы и разработка методики поиско-разведочных работ. В эти же годы преподавал в Ленинградском институте инженеров железнодорожного транспорта.
В 1938—1940 годах занимал должность начальника геологоразведочной партии в Геологическом управлении УССР, руководил изучением Никопольского марганцеворудного бассейна, в результате чего было открыто крупное месторождение марганцевых руд.
В 1941—1942 годах находился в блокадном Ленинграде, весной 1942 года был эвакуирован.
В 1942—1945 годах работал в Сибири, был старшим геологом и техноруком Салаирской экспедиции по поиску бокситов, организованной Всесоюзной конторой «Союзалюминразведка». После окончания войны вернулся в Ленинград, однако через год перебрался в Воронеж (согласно рассказу дочери учёного Ленинград пришлось покинуть из-за развившегося у Вишнякова туберкулёза).
В 1946 году занял должность доцента Воронежского государственного университета. Преподавал общую геологию, петрографию осадочных пород, учение о фациях и др. В 1950 году возглавил кафедру общей геологии.
В 1953—1955 годах был деканом геологического факультета. В 1953 году защитил докторскую диссертацию в области геолого-минералогических наук. Степень кандидата наук Вишнякову была присвоена без защиты диссертации в 1938 году.
В первые годы в Воронеже продолжил теоретическое изучение и систематизацию исследований Тихвинского бокситоносного района (в 1951 году выпустил собственную монографию «Литология и бокситоносность северо-западного крыла Подмосковного бассейна», а в 1953 году выступил редактором обобщающего труда по данной теме, выполненного группой геологов Ленинградского геологического управления).
В начале 1960-х годов исследовал литологию Курской магнитной аномалии.
Разработал классификации глинисто-карбонатных (известково-доломитовых) пород, не потерявшей ценность и в начале XXI века.

## Награды и премии
В 1961 году награждён Орденом Ленина.

## Память
В 1970 году именем Вишнякова названа улица в городе Бокситогорск Ленинградской области (улица Профессора Вишнякова).